# Número cuántico principal
En mecánica cuántica, el número cuántico principal (simbolizado n ) es uno de los cuatro números cuánticos asignados a cada electrón en un átomo para describir el estado de ese electrón. Sus valores son números naturales (a partir de 1 ) lo que la convierte en una variable discreta.
Aparte del número cuántico principal, los otros números cuánticos para describir el estado cuántico de un electrón son el número cuántico azimutal ℓ , el número cuántico magnético ml y el número cuántico de espín s.

## Aspectos generales
A medida que n aumenta, el electrón también tiene una energía más alta y, por lo tanto, está menos unido al núcleo. Para un n más alto, el electrón está más lejos del núcleo, en promedio. Para cada valor de n hay n valores ℓ (azimutales) aceptados que van de 0 a n- 1 inclusive, por lo tanto, los estados de n electrones más altos son más numerosos. Teniendo en cuenta dos estados de espín, cada capa n puede acomodar hasta 2n2 electrones.
En el modelo simple de un electrón que se describe a continuación, la energía total de un electrón es una función cuadrática inversa negativa del número cuántico principal n, lo que conduce a niveles de energía degenerados para cada n > 1. En sistemas más complejos, los que tienen fuerzas distintas de la fuerza de Coulomb del núcleo-electrón, estos niveles se dividen. Para átomos multielectrónicos, esta división da como resultado "subcapas" parametrizadas por ℓ. La descripción de los niveles de energía basada solo en n se vuelve gradualmente inadecuada para números atómicos a partir del 5 (boro) y falla por completo para el potasio (Z  = 19) y número de Z mayores.

## Historia
El número cuántico principal se creó por primera vez para su uso en el modelo semiclásico de Bohr del átomo, distinguiendo entre diferentes niveles de energía. Con el desarrollo de la mecánica cuántica moderna, el modelo simple de Bohr fue reemplazado por una teoría más compleja de los orbitales atómicos. Sin embargo, la teoría moderna todavía requiere el número cuántico principal.

## Derivación
Existe un conjunto de números cuánticos asociados con los estados de energía del átomo. Los cuatro números cuánticos n , l , m , y s especifican el completo y único estado cuántico de un solo electrón en un átomo, llamado su función de onda o orbital. Dos electrones que pertenecen al mismo átomo no pueden tener los mismos valores para los cuatro números cuánticos, debido al principio de exclusión de Pauli. La ecuación de onda de Schrödinger se reduce a las tres ecuaciones que cuando se resuelven conducen a los primeros tres números cuánticos. Por lo tanto, las ecuaciones de los tres primeros números cuánticos están todas interrelacionadas. El número cuántico principal surgió en la solución de la parte radial de la ecuación de onda como se muestra a continuación.
La ecuación de onda de Schrödinger describe estados propios de energía con los números reales correspondientes En y una energía total definida, el valor de En. Las energías en estado ligado del electrón en el átomo de hidrógeno vienen dadas por:
{\displaystyle E_{n}={\frac {E_{1}}{n^{2}}}={\frac {-13.6{\text{ eV}}}{n^{2}}},\quad n=1,2,3,\ldots }
El parámetro n solo puede tomar valores enteros positivos. El concepto de niveles de energía y notación se tomaron del anterior modelo de Bohr del átomo. La ecuación de Schrödinger desarrolló la idea de un átomo de Bohr bidimensional plano al modelo de función de onda tridimensional.
En el modelo de Bohr, las órbitas permitidas se derivaron de valores cuantificados (discretos) del momento angular orbital, L según la ecuación
{\displaystyle \mathbf {L} =n\cdot \hbar =n\cdot {h \over 2\pi }}
donde n = 1, 2, 3, … y se llama número cuántico principal, y h es la constante de Planck. Esta fórmula no es correcta en mecánica cuántica, ya que la magnitud del momento angular se describe mediante el número cuántico azimutal, pero los niveles de energía son precisos y clásicamente, corresponden a la suma de la energía potencial y cinética del electrón.
El número cuántico principal n representa la energía total relativa de cada orbital. El nivel de energía de cada orbital aumenta a medida que aumenta su distancia del núcleo. Los conjuntos de orbitales con el mismo valor n a menudo se denominan capa de electrones.
La energía mínima intercambiada durante cualquier interacción onda-materia es el producto de la frecuencia de onda multiplicada por la constante de Planck. Esto hace que la onda muestre paquetes de energía en forma de partículas llamados cuantos . La diferencia entre los niveles de energía que tienen diferentes n determina el espectro de emisión del elemento.
En la notación de la tabla periódica, las capas principales de electrones están etiquetadas:
K (n = 1), L (n = 2), M (n = 3), etc.
basado en el número cuántico principal
El número cuántico principal está relacionado con el número cuántico radial, nr, mediante:
{\displaystyle n=n_{r}+\ell +1\,}
donde ℓ es el número cuántico azimutal y nr es igual al número de nodos en la función de onda radial.
La energía total definida para el movimiento de una partícula en un campo de Coulomb común y con un espectro discreto, viene dada por:
{\displaystyle E_{n}=-{\frac {Z^{2}\hbar ^{2}}{2m_{0}a_{B}^{2}n^{2}}}=-{\frac {Z^{2}e^{4}m_{0}}{2\hbar ^{2}n^{2}}}},
donde {\displaystyle a_{B}} es el radio de Bohr.
Este espectro de energía discreta, resultado de la solución del problema de la mecánica cuántica sobre el movimiento del electrón en el campo de Coulomb, coincide con el espectro que se obtuvo con la ayuda de la aplicación de las reglas de cuantificación de Bohr-Sommerfeld a las ecuaciones clásicas. El número cuántico radial determina el número de nodos de la función de onda radial {\displaystyle R(r)}.

## Valores
En química, los valores n  = 1, 2, 3, 4, 5, 6, 7 se utilizan en relación con la teoría de la capa de electrones, con la inclusión esperada de n  = 8 (y posiblemente 9) para elementos del período 8 aún no descubiertos. En física atómica, a veces se produce una n más alta para la descripción de estados excitados. Las observaciones del medio interestelar revelan líneas espectrales de hidrógeno atómico que involucran n del orden de cientos; Se detectaron valores de hasta 766.